# Combat de Punta Malpelo
Guerre Grande Colombie-Pérou
Batailles
- Punta Malpelo
- Cruces
- Saraguro
- Portete de Tarqui (es)

Le combat naval de Punta Malpelo est livré le 31 août 1828, au large des côtes du Grande-Colombie, lors de la guerre qui opposa le Pérou à la Grande Colombie (1828-1829).

## Contexte
La Grande Colombie était une confédération issue des guerres d'indépendance qui ensanglantèrent l'Amérique du Sud, au début du XIXe siècle ; elle réunissait la Colombie, l'Équateur, le Venezuela et le Panama d'aujourd'hui. Quoique ses soldats aient participé à la lutte émancipatrice du Pérou (indépendant depuis décembre 1824), les bonnes relations avec ce pays ne durèrent pas. La Grande Colombie reprochait au Pérou d'avoir fomenté une rébellion contre ses troupes stationnées en Bolivie depuis la fin des guerres avec l'occupant colonial espagnol et de refuser de payer une indemnité en contrepartie de l'aide militaire apportée lors du conflit indépendantiste. Par ailleurs, un litige de souveraineté les opposait également s'agissant des provinces frontalières de Jaén et Maynas.
Le contentieux s'envenima et dégénéra en affrontement armé en 1828. Le Pérou prit l'initiative. Grâce aux efforts de l'amiral Martin George Guise, le père de la marine péruvienne, ce pays disposait d'une marine composée de 16 bâtiments de guerre et de transport, manœuvrés par des équipages bien entraînés. Dans un premier temps, l'état-major péruvien décida de faire usage de cette marine, pour bloquer les ports équatoriens et colombiens et s'emparer de Guayaquil, ce qui allait provoquer le premier affrontement de la guerre.

## Le combat
Le 31 août 1828, la corvette péruvienne Libertad, armée de 24 canons et commandée par le capitaine de corvette Carlos García del Postigo croise au large des côtes équatoriennes lorsqu'elle est interceptée au large de Punta Malpelo par deux navires de guerre colombiens: la goélette Guayaquileña (12 canons) et la corvette Pichincha (18 canons). Le combat s'engage entre les trois bâtiments qui s'échangent bordées sur bordées. La Libertad tente d'aborder la Guayaquileña, mais celle-ci parvient à se dérober. Cependant, les artilleurs péruviens sont plus précis que leurs adversaires et devant les avaries subies, les deux navires colombiens admettent leur défaite et se replient sur Guayaquil, où ils cherchent la protection des batteries du port.

## Les conséquences
Le premier combat livré par la jeune marine péruvienne se termine donc par un succès. La supériorité navale du Pérou ne cesse de s'affirmer : le 22 novembre suivant, sa flotte remporte une nouvelle victoire lors du combat de Cruces, qui coûte cependant la vie à l'amiral Guise, et elle participe très activement aux opérations qui conduisent à la prise de Guayaquil le 1er février 1829. En revanche, les opérations terrestres, déterminantes pour l'issue du conflit, sont défavorables au Pérou, et son armée est sévèrement battue le 27 février par l'armée de Grande Colombie, commandée par le maréchal Antonio José de Sucre à la bataille de Portete de Tarqui (es).

## Sources
- Guy le Moing, Les 600 plus grandes batailles navales de l'histoire, Rennes, Marines, 2011, 619 p. (ISBN 978-2-357-43077-8)
- (en) Robert L. Scheina, Latin America's wars, vol. 1 : The age of the Caudillo, 1971-1899, Washington, D.C, Brassey's, Inc, 2003, 569 p. (ISBN 978-1-574-88450-0 et 978-1-574-88449-4)